# Église San Carlo de Todi
 (février 2024).
L'église San Carlo, anciennement Sant'Ilario, est une petite église catholique romaine de style roman et gothique située sur le Viale San Carlo et à l'intersection avec Via Cesia et della Piana, sous la Piazza del Mercato Vecchio, au centre de Todi, province de Pérouse, région de l'Ombrie (Italie).

## Histoire
L'église est ancienne et était connue sous le nom de Sant'Ilario. En 1112, des documents attestent une église appartenant à l'abbaye bénédictine de Farfa. Une pierre à gauche de l'entrée rappelle une consécration en 1249. 
En 1623, l'église a été concédée par l'évêque à une confrérie de San Carlo, qui lui a donné son nom actuel.

## Extérieur
L'austère plan rectangulaire, en pierre, d'une seule nef, avec peu de fenêtres, s'explique par une construction romane précoce. 
Les quelques décorations ajoutées, notamment le fronton campanaire à deux étages en forme de voile avec des arcs à meneaux ainsi que la petite rosace, illustrent les détails architecturaux gothiques de la fin du XIIe siècle.

## Intérieur
L'intérieur est tout aussi dépouillé et la rosace est  éclairée par le soleil levant du matin. On y trouve une fresque endommagée de la Madone de la Miséricorde de Giovanni Spagna, ainsi que deux toiles représentant les saints Charles Borromée et Hilaire. La dernière a été peinte (1640) par Bartolomeo Barbiani.